# Романовская галерея
Романовская галерея в Зимнем дворце — расформированное собрание портретов членов императорской династии, с 1840 по 1918 гг. размещалась в галерее Малого Эрмитажа. Некоторые портреты остались в Эрмитаже, другие переданы в Русский музей, Царское село и другие музеи.
В современном Эрмитаже она была воссоздана в одной из галерей Зимнего дворца (в галерее параллельно Невской парадной анфиладе, II этаж, залы 151, 153).

## История
Первоначально она была создана при Екатерине Великой как собрание портретов всех правителей династии. Позже, при её внуке Николае I, галерея была реконструирована и дополнена портретами из царских собраний, а также специально написанными копиями с картин из Гатчинского дворца и других резиденций.
«Особое место в истории портретных галерей императорского дворца занимает Романовская, творцом которой был сам император Николай I. Как и его старший брат Александр I, составляющий списки генералов, чьи портреты предполагалось поместить в Зале воинской славы 1812 года, Николай вникал во все подробности создававшейся по его указу в конце 1840—1850 гг. галереи портретов представителей Дома Романовых в здании Малого Эрмитажа. Для начала велено было составить реестр „всем портретам Высочайших Особ, находящимся в Эрмитаже и во всех императорских дворцах“. Оказалось, в кладовой Эрмитажа 172 изображения; отправлено в Москву — 12; в Гатчину — 3; Английском дворце в Петергофе — 26; в старом дворце −18. 12 декабря 1844 г.»

«Государь Император…повелеть изволил находящиеся в Петергофе, как во дворце Английского Сада, так и в старом дворце, вверху, в большом зале между окон, так же овальные портреты, если они снимаются, привезти все в Санкт-Петербург, и потом выставить оные, вместе с хранящимися в кладовой Эрмитажа портретами, в Эрмитажных галереях, расположив их хронологически, по царствованиям, и поместив супруг возле супругов, а детей подле отцов».

«Многие картины требовали реставрации, некоторые копировались, и тогда оригиналы отправляли обратно, специально заказывались новые вещи. Один из первоначальных списков насчитывал 127 портретов, начиная от царя Михаила Федоровича, царицы Марфы Ивановны и патриарха Филарета и заканчивая всей большой императорской семьей, в которую входили мужья и жены уже выросших старших детей». Судя по документам, состав галереи менялся незначительно, особенно в первые годы.

## Описание
Некоторые портреты были сфотографированы и изданы в 1865 и в 1867 гг. Ее опись сделана Д. Ровинским в 1880-х годах и опубликована в 4 томе его издания «Подробный словарь русских гравированных портретов».